# Apeadeiro de Cunheira
O Apeadeiro de Cunheira é uma interface ferroviária desactivada do Ramal de Cáceres, que servia a localidade de Cunheira, no distrito de Portalegre, em Portugal.

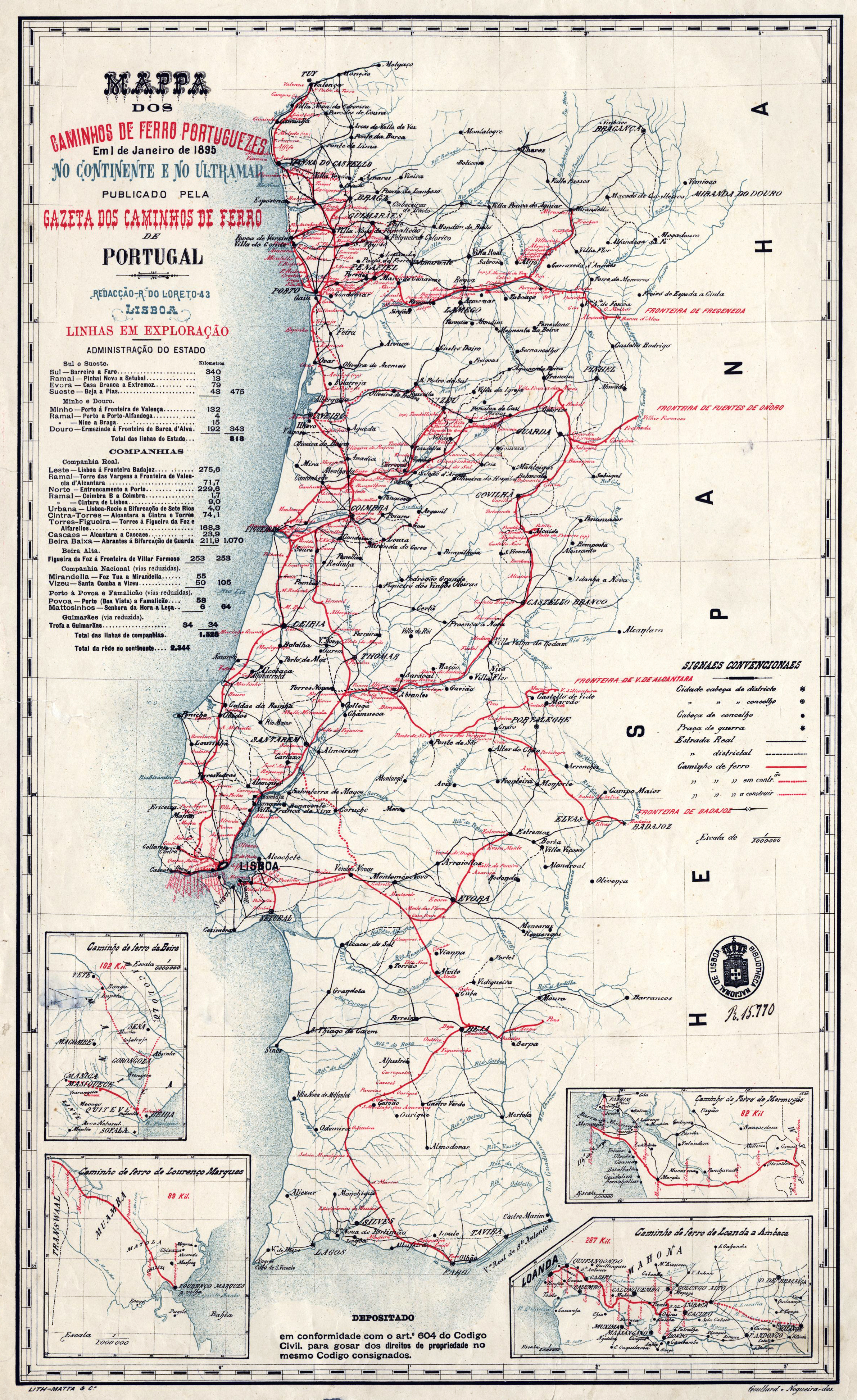
Mapa dos caminhos de ferro em Portugal em 1895, onde se pode ver a localização do apeadeiro de Cunheira.

## Descrição

### Localização e acessos
Neste local a via férrea acompanha a fonteira municipal entre Alter do Chão e o Crato; o apeadeiro situava-se a nordeste da povoação epónima, a 2,3 km de distância via Rua da Estação (EM532, desnível acumulado de +30−10 m), o ponto mais próximo da via férrea, no entanto, era para norte, apenas a 1,4 km via Rua do Loureiro (desnível acumulado de +23−10 m).

### Caraterização física
O edifício de passageiros situa-se do lado sudeste da via (lado direito do sentido ascendente, para Cáceres).

## História
O Ramal de Cáceres começou a ser construído em 15 de julho de 1878, tendo sido aberto à exploração em 15 de outubro do ano seguinte, e inaugurado no dia 6 de junho de 1880.

### Fim dos serviços
Em 1 de fevereiro de 2011, a empresa Comboios de Portugal encerrou os serviços regionais de passageiros no Ramal de Cáceres, que no ano seguinte foi removido pelo regulador da rede em exploração, explicitamente incluindo o interface da Cunheira.